# Екстаза (филм)
Екстаза (енгл. Ecstasy или чеш. Extáze) је филм који је 1933. године снимио чешки режисер Густав Махати. Први пут је приказан 24. децембра 1940. године у САД.
У главним улогама су Хеди Кислер (Hedwig Eva Maria "Hedy" Kiesler) (касније променила име у Хеди Ламар) и Звонимир Рогоз. 
У своје време, овај филм је био веома контроверзан због сцена у којима је Хеди Ламар потпуно гола. Ово је вероватно први непорнографски филм који приказује чин вођења љубави иако сама сцена приказује једино лица глумаца. Можда се може рећи да је ово први еротски филм.

## Радња
Хеди Ламар је у српској кинематографији овековечена у филму Маратонци трче почасни круг тиме што Ђенка помиње њен успех и славу као и познатом крилатицом „Купачице, направићемо чудо“ која се односи на Ђенкин покушај да сними филм сличан филму Екстаза.